# Ziornowo (obwód briański)
Ziornowo (ros. Зёрново) – wieś (sieło) w Rosji, w obwodzie briańskim, w rejonie suziemskim. W 2010 liczyła 451 mieszkańców.